# Konstantin Žadkevič
Konstantin Žadkěvič (* 3. August 1910 in Orjol; † 30. Oktober 1944 in Justizvollzugsanstalt Brandenburg a. d. Havel) war ein Widerstandskämpfer gegen den Nationalsozialismus.

## Leben
Der Vater von Konstantin Žadkěvič war ein russischer Rechtsanwalt, die Mutter Zahnärztin, sie emigrierten 1920 nach Konstantinopel später nach Prag. Hier besuchte Konstantin Žadkěvič französische und russische Schulen. Er machte 1928 Abitur und studierte in Löwen und Prag Chemie und Physik. 1937 wurde er tschechischer Staatsbürger. Im Jahr 1939 promovierte er in Prag ohne mündliche Examina, da die Karls-Universität durch die deutschen Besatzer geschlossen worden war. Er arbeitete als Wissenschaftler bei den Skoda-Werken in Prag.
Ab 1940 leistete er Arbeitsdienst bei der Firma Heidenhain in Berlin. 1943 war er im Lautawerk bei Senftenberg beschäftigt und danach bis zu seiner Verhaftung bei der Firma Dr. Schnabel in Berlin-Neukölln.
Ab Ende 1942 knüpfte er Verbindungen zwischen illegalen Gruppen von Zwangsarbeitern. Durch seine Sprachkenntnisse gelang ihm die Kontaktaufnahme zu sowjetischen, tschechischen und französischen Gruppen, dazu gehörten: Wladimir Boisselier, Jean Couchon, James Frichot, Nikolai Romanenko, Alexej Kalenytschenko, Galina Romanowa, Alexander Chomlow und Rudolf Teimer.
Ab Mai 1943 fanden gemeinsame Treffen mit Georg Groscurth, Robert Havemann, Herbert Richter und Paul Rentsch statt, gemeinsam bildeten sie die Widerstandsgruppe „Europäische Union“.
Konstantin Žadkěvič wurde unter dem Decknamen „Invar“ geführt. Im September 1943 traf er sich mit dem Schweden Sten Gullbring, der eine Botschaft an die sowjetische und französische Regierung der Gruppe überbringen sollte. Konstantin Žadkěvič wurde am 4. Oktober 1943 verhaftet.
Es kam zu mehreren Gerichtsverfahren gegen die Angehörigen der Widerstandsgruppe. Am 27. April 1944 verurteilte der Volksgerichtshof Konstantin Žadkěvič zum Tod. Im selben Verfahren wurden auch Galina Romanowa, Wladimir Boisselier, Jean Couchon, und Nikolai Romanenko zum Tod verurteilt. Alexej Kalenytschenko kam noch vor der Gerichtsverhandlung im Gefängnis ums Leben. Konstantin Žadkěvič wurde am 30. Oktober 1944 im Zuchthaus Brandenburg-Görden hingerichtet.